# Rikke Læntver Sevecke
Rikke Læntver Sevecke (* 15. Juni 1996 in Nykøbing Falster) ist eine ehemalige dänische Fußballspielerin. Die Abwehrspielerin spielt zuletzt 2023 für Portland Thorns FC. 2016 spielte sie erstmals in der dänischen Nationalmannschaft. Aufgrund einer Herzerkrankung musste sie ihre Karriere 2024 mit sofortiger Wirkung beenden.

## Vereine
Rikke begann mit drei Jahren Sport zu treiben, zunächst bei B 1901 und als 16-Jährige bei BSF. 2015 wechselte sie zu Brøndby IF. In ihrer ersten Saison erreichte sie mit dem Verein das Halbfinale der UEFA Women’s Champions League 2014/15, wo sie aber mit 0:6 und 0:7 gegen den späteren Sieger 1. FFC Frankfurt verloren. Auch in den nächsten beiden Jahren wurde sie in der Champions League eingesetzt. Dann kam das Aus aber bereits im Sechzehntel- bzw. Achtelfinale. 2017 verbrachte sie ein Semester an der University of Northwestern Ohio. Sie konnte daher nicht im Sechzehntelfinale der Champions League eingesetzt werden. 2018 war sie dann beim Aus im Achtelfinale wieder dabei. Nach der dritten Meisterschaft mit Brøndby wechselte sie zur Saison 2019/20 in die Division 1 Féminine zum FC Fleury, im August 2020 ging es dann in die FA Women’s Super League zum FC Everton.

## Nationalmannschaften
2012 kam sie in sechs Spielen der U-16-Mannschaft zum Einsatz, darunter vier beim Nordic Cup. Im September 2012 nahm sie mit der U-17-Mannschaft an der ersten Qualifikationsrunde für die U-17-EM 2013 teil, in der sie bei einem Turnier in Mazedonien mit drei Siegen und 12:0 Toren Gruppensieger wurden. In der zweiten Runde im Frühjahr 2013 konnten sie aber nur gegen Titelverteidiger Deutschland gewinnen, gegen Belgien und die Niederlande reichte es dagegen nur zu Remis. Damit wurden sie ungeschlagen Gruppendritte und verpassten ebenso wie die Titelverteidigerinnen die Endrunde. Sie nahm dann aber im August 2013 mit der U-19-Mannschaft an der U-19-Fußball-Europameisterschaft der Frauen 2013 in Wales. Sie wurde nach einem 1:0-Auftaktsieg gegen die Gastgeberinnen nur bei den beiden Niederlagen gegen England und Frankreich eingesetzt und schied mit ihrer Mannschaft als Gruppendritte aus. Am 19. August 2014 erzielte sie bei einem Freundschaftsspiel gegen Irland, das mit 4:0 gewonnen wurde ihr erstes Tor im Nationaldress. Im September folgte dann die erste Qualifikationsrunde für die U-19-Fußball-Europameisterschaft der Frauen 2014, wo sie beim Turnier in Irland in den drei Spielen eingesetzt wurde. Mit zwei Siegen und einem Remis gegen die Gastgeberinnen wurde die Eliterunde erreicht. Bei diesem Turnier in Finnland im April konnten sie aber nur gegen die Gastgeberinnen beim 2:2 einen Punkt gewinnen, gegen England und Serbien verloren sie jeweils mit 0:1. Im September 2014 überstand sie dann mit der U-19-Mannschaft in Baku mit drei Siegen die erste Qualifikationsrunde für die U-19-Fußball-Europameisterschaft der Frauen 2015. Auch in der zweiten Runde im April 2015 konnten sie alle drei Spiele gewinnen. Damit nahm sie zum ersten Mal an einer Endrunde der U-19-EM teil. In Israel verloren sie aber die ersten beiden Spiele gegen Frankreich und den späteren Sieger Schweden mit 0:1 und gewannen dann nur das bedeutungslose dritte Spiel gegen die Gastgeberinnen mit 2:1. Damit endete ihre Zeit in der U-19-Mannschaft. Es folgte ein Einsatz im August in der U-23-Mannschaft.
Ihr Debüt in der A-Nationalmannschaft gab sie dann beim Algarve-Cup 2016, wo sie im zweiten Gruppenspiel gegen Island in der Startelf stand, zur zweiten Halbzeit aber ausgewechselt wurde. Während dies Spiel mit 1:4 verloren wurde, verlief ihr zweiter Einsatz – im Spiel um Platz 7 gegen Portugal, bei dem sie zur zweiten Halbzeit eingewechselt wurde – erfolgreicher, denn mit einem 3:1-Sieg konnten die Däninnen verhindern, dass sie Letzte wurden. Auf ihr nächstes A-Länderspiel musste sie dann fast zwei Jahre warten und es war wieder der Algarve-Cup und erneut Island. Diesmal trennten sie sich aber im ersten Gruppenspiel torlos und sie spielte erstmals über 90 Minuten. Im zweiten Gruppenspiel, das gegen Europameister Niederlande mit 2:3 verloren wurde, wurde sie nach 72 Minuten beim Stand von 2:1 ausgewechselt. Im Spiel um Platz 9 trafen sie erneut auf Island und nachdem es nach 90 Minuten 1:1 stand, verloren die Däninnen mit 4:5 im Elfmeterschießen, wobei sie nicht zu den Schützinnen gehörte. Der 10. Platz ist bis heute die schlechteste Platzierung der Däninnen bei diesem Turnier, an dem sie neben Gastgeber Portugal als einzige Mannschaft immer teilnahmen.
In der Qualifikation für die WM 2019 hatte sie sechs Einsätze in den Gruppenspielen und den Playoffs gegen die Niederlande, gegen die sie ausschieden. In der ersten Hälfte der Qualifikation für die EM 2021 kam sie dagegen in allen Spielen zum Einsatz und erzielte beim 8:0-Sieg gegen Malta am 29. August 2019 ihr erstes A-Länderspieltor zum 3:0-Zwischenstand. Beim Algarve-Cup 2020 wurde sie in den drei Spielen eingesetzt und konnte mit ihrer Mannschaft das Spiel um Platz 5 mit 4:0 gegen Belgien gewinnen.
In den ersten sechs Spielen der Qualifikation für die WM 2023 wurde sie immer eingesetzt und erzielte ein Tor. Nach dem Ausschluss der Russinnen wegen des völkerrechtswidrigen russischen Überfalls auf die Ukraine stehen die Däninnen vorzeitig als WM-Teilnehmerinnen fest, an der sie zuletzt 2007 teilnahmen. 
Am 16. Juni 2022 wurde sie für die EM-Endrunde 2022 nominiert. Bei der EM wurde sie in den drei Gruppenspielen eingesetzt. Nach Niederlagen gegen Deutschland und Spanien sowie einem Sieg gegen Finnland schieden die Däninnen als Gruppendritte aus.
Am 30. Juni wurde sie für die WM-Endrunde in Australien und Neuseeland nominiert, wurde in jedem der vier Spiele ihres Teams eingesetzt und schied mit der Mannschaft im Achtelfinale gegen die Australierinnen aus.

## Erfolge

### Vereine
- Dänische Meisterin: 2014/2015, 2016/2017, 2018/2019
- Dänische Pokalsiegerin: 2014/2015, 2016/2017, 2017/2018